# Tsjecho-Slowakije op de Olympische Zomerspelen 1964
Tsjecho-Slowakije nam deel aan de Olympische Zomerspelen 1964 in Tokio, Japan.
De meest succesvolle deelnemer was de turnster Věra Čáslavská. Zij won vier keer goud waarvan één keer met het team. De toenmalige wereldrecordhouder Jiří Daněk haalde zilver bij het discuswerpen.

## Medailles

### 1Goud
- Turnen - Vrouwen individueel meerkamp, Věra Čáslavská
- Turnen - Vrouwen paardsprong, Věra Čáslavská
- Turnen - Vrouwen evenwichtsbalk, Věra Čáslavská
- Wielersport - Mannen individuele achtervolging Jiří Daler
- Gewichtheffen - Mannen 75 kg Hans Zdražila

### 2Zilver
- Atletiek - Mannen 1500 meter, Josef Odložil
- Atletiek - Mannen discuswerpen, Ludvík Daněk
- Voetbal - Mannentoernooi: František Schmucker, Anton Urban, Zdeněk Pičman, Josef Vojta, Vladimír Weiss, Ján Geleta, Jan Brumovský, Ivan Mráz, Karel Lichtnégl, Vojtech Masný, František Valošek, Anton Švajlen, Karel Knesl, Štefan Matlák, Karel Nepomucký, František Knebort en Ľudovít Cvetler.
- Turnen - Vrouwen teamwedstrijd
- Volleybal - Mannenteamwedstrijd: Antonín Procházka, Jiří Svoboda, Luboš Zajíček, Josef Musil, Josef Smolka, Vladimír Petlák, Petr Kop, František Sokol, Bohunil Golián, Zdeněk Groessl, Pavel Schenk en Drahomír Koudelka
- Worstelen - Mannen Grieks-Romeins middengewicht, Jiří Komarník

### 3Brons
- Schieten - 25 m snelvuurpistool, Lubomír Nácovský
- Roeien - Acht-met-stuurman
- Roeien - Dubbel-twee; Vladimír Andrs, Pavel Hofman

## Resultaten en deelnemers per onderdeel

### Wielersport
Mannen individuele wegwedstrijd
- Daniel Garc — 4:39:51.74 (→ 22e plaats)
- Jiri Daller — 4:39:51.79 (→ 65e plaats)
- Frantisek Rezak — 4:39:51.79 (→ 68e plaats)
- Jan Smolik — niet gefinisht (→ niet geklasseerd)

### Volleybal

#### Mannentoernooi
- Groepsfase
  - Versloeg Hongarije (3-2)
  - Versloeg Bulgarije (3-2)
  - Versloeg Japan (3-1)
  - Versloeg Verenigde Staten (3-0)
  - Verloor van Sovjet-Unie (2-3)
  - Versloeg Brazilië (3-0)
  - Versloeg Roemenië (3-1)
  - Versloeg Nederland (3-1)
  - Versloeg Zuid-Korea (3-1) →  Zilver
- Spelers
  - Antonín Procházka
  - Jiří Svoboda
  - Luboš Zajíček
  - Josef Musil
  - Josef Smolka
  - Vladimír Petlák
  - Petr Kop
  - František Sokol
  - Bohunil Golián
  - Zdeněk Groessl
  - Pavel Schenk
  - Drahomír Koudelka
- Hoofdcoach: Václav Matiášek

Afghanistan · Algerije · Argentinië · Australië · Bahama's · België · Bermuda · Birma · Bolivia · Brazilië · Brits-Guiana · Bulgarije · Cambodja · Canada · Ceylon · Chili · Colombia · Congo-Brazzaville · Costa Rica · Cuba · Denemarken · Dominicaanse Republiek · Duits eenheidsteam · Ethiopië · Filipijnen · Finland · Frankrijk · Ghana · Griekenland · Groot-Brittannië · Hongarije · Hongkong · Ierland · IJsland · India · Irak · Iran · Israël · Italië · Ivoorkust · Jamaica · Japan · Joegoslavië · Kameroen · Kenia · Libanon · Liberia · Libië · Liechtenstein · Luxemburg · Madagaskar · Maleisië · Mali · Marokko · Mexico · Monaco · Mongolië · Nederland · Nederlandse Antillen · Nepal · Nieuw-Zeeland · Niger · Nigeria · Noord-Rhodesië · Noorwegen · Oeganda · Oostenrijk · Pakistan · Panama · Peru · Polen · Portugal · Puerto Rico · Roemenië · Senegal · Sovjet-Unie · Spanje · Taiwan · Tanganyika · Thailand · Trinidad en Tobago · Tsjaad · Tsjecho-Slowakije · Tunesië · Turkije · Uruguay · Venezuela · Verenigde Arabische Republiek · Verenigde Staten · Vietnam · Zuid-Korea · Zuid-Rhodesië · Zweden · Zwitserland